# Jurij Tepeš
Jurij Tepeš, slovenski smučarski skakalec in trener, * 14. februar 1989, Ljubljana.
Tepeš je nekdanji smučarski skakalec, ki je v svetovnem pokalu osvojil dve posamični zmagi in sedem uvrstitev na stopničke. Na velikih tekmovanjih je osvojil bronasti medalji na ekipnih tekmah Svetovnega nordijskega prvenstva 2011 in Svetovnega prvenstva v poletih 2012. Po končani karieri je deloval kot trener v slovenski ženski mladinski reprezentanci, od sezone 2024/25 je glavni trener slovenske članske ženske reprezentance.
Njegov oče je nekdanji uspešni skakalec Miran Tepeš, vrsto let je bil pomočnik direktorja svetovnega pokala v smučarskih skokih za moške in ženske. Njegova sestra Anja Tepeš je bila prav tako skakalka in je nekaj časa dokaj uspešno tekmovala v svetovnem pokalu za ženske.

## Kariera
Jurij Tepeš je na mladinskem svetovnem prvenstvu v Kranju leta 2006 postal mladinski svetovni podprvak, boljši od njega je bil le avstrijec Gregor Schlierenzauer.
Na svetovnem prvenstvu v nordijskem smučanju 2011 v Oslu je Tepeš na veliki skakalnci za Slovenijo osvojil bronasto ekipno medaljo. V sezoni 2010-11 je prvič v karieri v svetovnem pokalu stopil na stopničke in sicer na tretje mesto na ekipni tekmi na poletih v Planici. Tega leta pa je tudi prvič tudi zmagal na poletni nagradi Grand Prix v Alma-Ati.
V sezoni 2011-12 je prvič v karieri v svetovnem pokalu zmagal na ekipni tekmi v poletih v Oberstdorfu, kar je bilo tudi za slovensko reprezentanco sploh prvič. Na svetovnem prvenstvu v smučarskih poletih 2012 na letalnici Vikersundbakken v Vikersundu je ekipno osvojil bronasto medaljo. Na posamični tekmi je skočil 235,5 metra kar je bil za kratek čas celo državni rekord. Še drugič v karieri je zmagal na poletni nagradi Grand Prix v Alma-Ati.
Sezona 2012-13 je bila do sedaj njegova daleč najuspešnejša do sedaj. V Vikersundu pa je z 237 metri. postavil svoj osebni rekord. Na tekmi svetovnega pokala v Harrachovu je prvič v karieri posamično stopil na zmagovalni oder, bil je tretji. Padel je uradno pri rekordni daljavi 220 metrov, saj dlje ni bilo postavljenih merilnih naprav (ročni merilci ob doskočišču pa naj bi mu namerili celo 225 metrov). Z reprezentanco je v tej sezoni zmagal kar na treh ekipnih tekmah za svetovni pokal. Na koncu sezone 24. marca 2013 pa še na poletih v Planici, s prvo posamično zmago za svetovni pokal.

## Najdaljši polet na plastiki
11.7.2018 je na testnem skoku na otvoritvi skakalnice Burabay v kazakstanskem Shchuchinsku, skočil 154 metrov in pri tem podrsal. To je najdaljši poletni skok v zgodovini plastike, na kateri skačejo že od leta 1955.

## Svetovni pokal

### Točkovanje
| Sezona  | Skupni seštevek | Smučarski poleti | Novoletna turneja | Nordijska turneja |
| ------- | --------------- | ---------------- | ----------------- | ----------------- |
| 2005–06 | –               | N/A              | 57                | 55                |
| 2007–08 | 56              | N/A              | 69                | 60                |
| 2009–10 | 71              | 30               | –                 | N/A               |
| 2010–11 | 34              | 20               | 26                | N/A               |
| 2011–12 | 24              | 19               | 36                | N/A               |
| 2012–13 | 13              | 4                | 45                | N/A               |
| 2013–14 | 18              | 5                | 33                | N/A               |
| 2014–15 | 13              | 3                | –                 | N/A               |
| 2015–16 | 21              | 12               | 44                | N/A               |

### Zmage
| Št. | Sezona  | Datum          | Kraj    | Skakalnica                      | Velikost |
| --- | ------- | -------------- | ------- | ------------------------------- | -------- |
| 1.  | 2012–13 | 24. marec 2013 | Planica | Letalnica bratov Gorišek HS 215 | Poleti   |
| 2.  | 2014–15 | 22. marec 2015 | Planica | Letalnica bratov Gorišek HS 225 | Poleti   |